# 우드워스 인성검사
우드워스 인성검사(Woodworth Psychoneurotic Inventory,WPI)라고도하는 '우드워스 개인 데이터 시트'(Woodworth Personal Data Sheet,WPDS)는 일반적으로 심리학상의 최초의 성격 테스트로 인용되는 인성 심리검사이다.  로버트 우드워스(Robert S. Woodworth)가 제1차 세계 대전 동안 미 육군을 위해 개발했다. 셸 쇼크 위험에 대한 신병 모집을 위해 개발되었지만  이 목적으로 사용하기 위해 제 시간에 완료되지 않았다.  그러나 대신에 이를 토대로 심리학 연구에 널리 사용되어 다른 많은 성격 테스트가 개발되었다. MMPI도 그 중의 하나로 알려져있다. 우드워스 인성검사는 '모든 하위 성격 검사 목록 및 설문지의 직접적 원형'(The linear ancestor of all subsequent personality inventories, schedules and questionnaires)으로 설명되곤 한다.

## 같이 보기
- 알파지능검사
- 웩슬러 성인지능검사